# Sanahinbrücke
Die Sanahinbrücke ist eine steinerne Brücke vom Ende des 12. Jahrhunderts über den Debed in der Stadt Alawerdi in der nordarmenischen Provinz Lori. Sie gilt als älteste erhaltene Brücke Armeniens, gehört zum UNESCO-Welterbe und ist eine der touristischen Sehenswürdigkeiten der Tumanjan-Region.

## Geschichte
Nach der Überlieferung bestand von 979 bis 1118 das christliche Königreich Lori im heutigen Norden Armeniens als unabhängiger Staat im Kaukasus, dann wurde es zu einem Bestandteil des Königreichs Georgien. Die Nachfolger der Herrscher aus der Dynastie der Kjurikiden führten jedoch weiter den Königstitel. Die Königin Wanenin ordnete laut der Inschrift eines in der Nähe am Flussufer stehenden Chatschkars aus Kummer über den Tod ihres verstorbenen Gatten, König Abbas II., 1192 die Errichtung einer Brücke unterhalb des Klosters Sanahin an. Das Geschenk an das Kloster sollte das Ansehen des verstorbenen Königs und der Stifterin mehren.

## Beschreibung
Das Bauwerk wurde aus Basalt errichtet und befindet sich an einer Engstelle im bis zu 500 Meter tiefen Canyon des reißenden Gebirgsflusses Debed zwischen der Tumanian-Straße im Norden und der südlich an Alawerdi vorbeiführenden Schnellstraße M6. Die auf einer vorspringenden Felsklippe platzierte Brücke besitzt nur einen Bogen mit einer Spannweite von 18 Metern. Das gegenüberliegende Ufer bildet einen felsigen Steilhang, der bis in den Fluss hinabreicht. Die Erbauer mussten bei der Errichtung der Brücke auch den Höhenunterschied zwischen beiden Ufern ausgleichen, daher wurde die nicht befahrbare Brücke mit zahlreichen Stufen versehen, die sich in die Treppenanlage des jenseitigen Ufers unmerklich einfügen.
Die Brücke gilt als ein architektonisches Meisterwerk und verfügt über solides Quadermauerwerk, das von den zurückliegenden 800 Jahren kaum Spuren der Abnutzung zeigt. Zur Verzierung der Brücke wurden die Brüstungsmauern mit stilisierten Löwen versehen. Unmittelbar hinter der Brücke beginnt der Aufstieg zum Kloster Sanahin, nachdem die Brücke benannt ist.

## Weltkulturerbe
Die Sanahinbrücke wurde gemeinsam mit dem Kloster Sanahin im Jahr 2000 auf der 24. Sitzung des  Welterbekomitees als Erweiterung einer bestehenden Welterbestätte, die seither „Klöster Haghpat und Sanahin“ genannt wird, in die Welterbeliste aufgenommen.